# Monanthes laxiflora

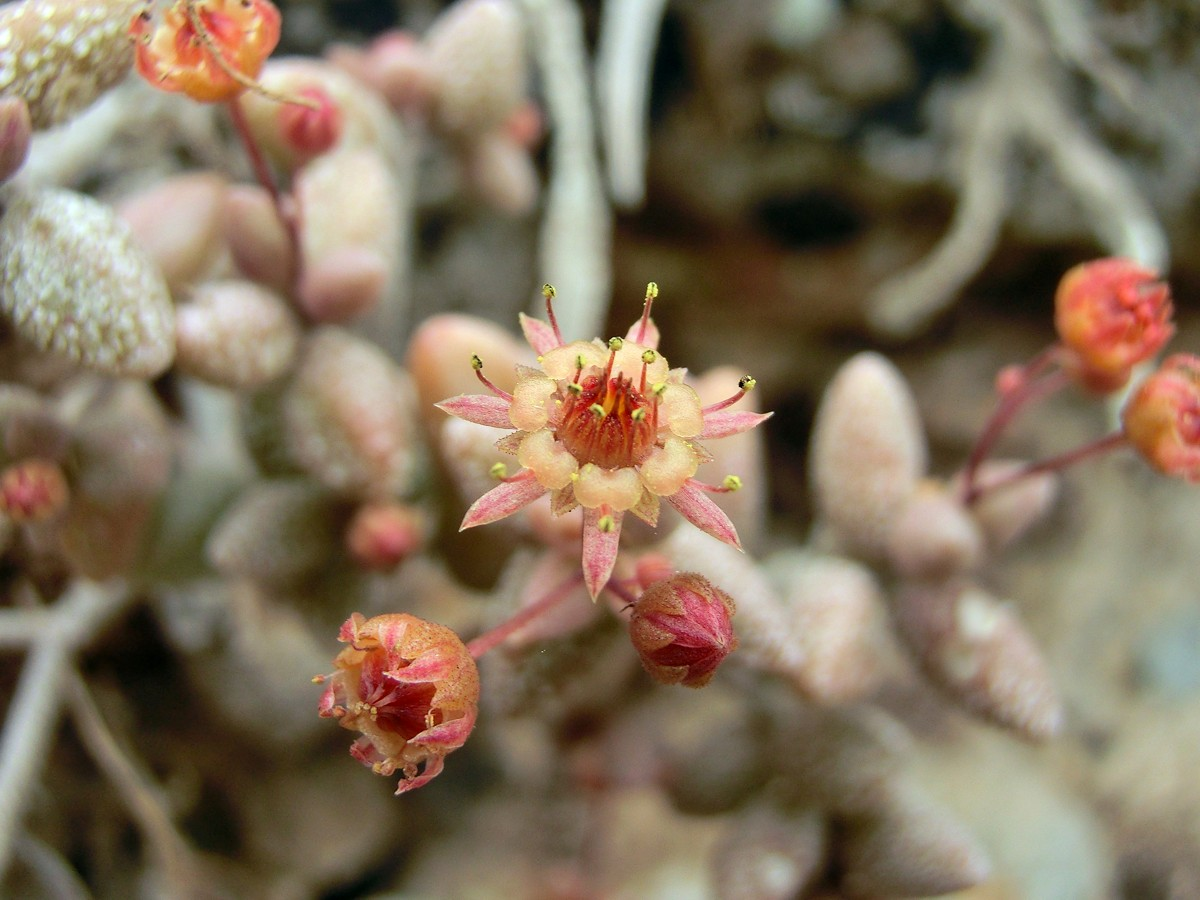
Blüte

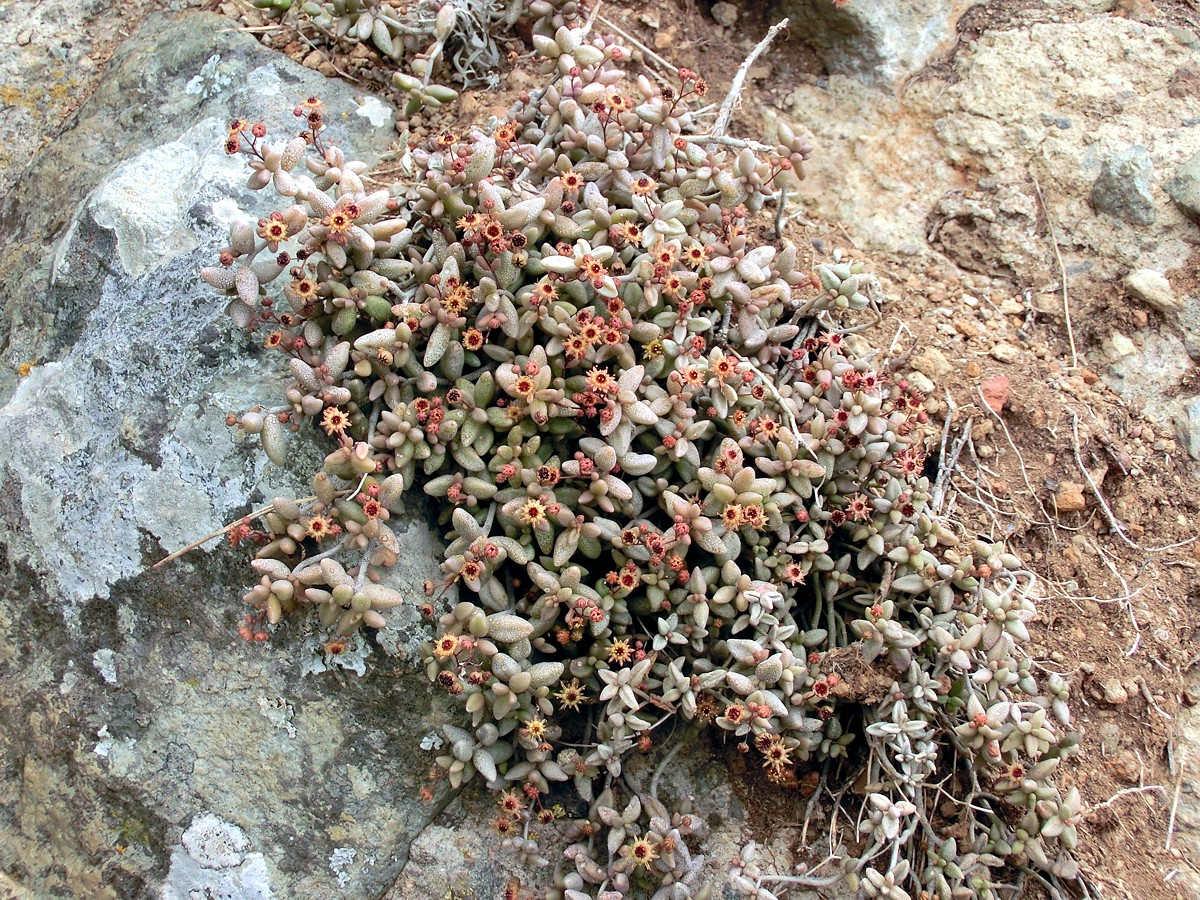
Pflanze auf Fels, Teneriffa, im Barranco de Ruiz

Monanthes laxiflora ist eine Pflanzenart aus der Gattung Monanthes in der Familie der Dickblattgewächse (Crassulaceae). Das Artepitheton laxiflora leitet sich von den lateinischen Worten laxus für ‚locker‘ sowie -florus für ‚-blütig‘ ab und verweist auf den lockeren Blütenstand der Art.

## Beschreibung

### Vegetative Merkmale
Monanthes laxiflora ist ein ausdauernder, etwas verholzter und diffus bis dicht verzweigter Kleinstrauch, der Wuchshöhen von 10 bis 20 Zentimeter erreicht. Die niederliegenden oder aufsteigenden Triebe sind später häufig hängend. Sie sind schlank, etwas gewunden und weisen einen Durchmesser von 2 bis 5 Millimeter auf. Die kreuzgegenständig angeordneten, verkehrt eiförmigen oder elliptischen, gelegentlich fast kreisrunden Laubblätter stehen gelegentlich nahe der Triebspitzen mehr oder weniger gehäuft. Ihre gerundete oder etwas zugespitzte Blattspreite ist 5 bis 12 Millimeter lang, 3 bis 8 Millimeter breit und 3 bis 6 Millimeter dick. Auf der Blattoberseite ist meist eine mittige Längsfurche vorhanden. Ihre Oberfläche ist kahl und teilweise mit weißlichen Wachsplättchen bedeckt.

### Blütenstände und Blüten
Der endständige Blütenstand ist regelmäßig verzweigt. Die sechs- bis siebenzähligen Blüten erreichen einen Durchmesser von 4 bis 5 Millimeter. Sie stehen an kahlen oder drüsig-haarigen Blütenstielen, die eine Länge von 4 bis 12 Millimetern aufweisen. Ihre länglichen, spitz zulaufenden Kronblätter sind 2,9 bis 4,4 Millimeter lang und 0,9 bis 1,4 Millimeter breit. Die Nektarschüppchen besitzen eine Länge von 1,3 bis 1,7 Millimetern und sind 1,5 bis 2,2 Millimeter breit. Ihre Spreite ist zweilappig, gestutzt oder verkehrt herzförmig, winzig gekerbt oder selten ausgefranst und deutlich genagelt.
Die Blütezeit ist März bis April.

## Verbreitung und Systematik
Monanthes laxiflora ist auf den kanarischen Inseln Lanzarote, Fuerteventura, Gran Canaria, Teneriffa und Gomera in Höhenlagen von 50 bis 1100 Metern verbreitet.
Die Erstbeschreibung als Sedum laxiflorum durch Augustin Pyramus de Candolle wurde 1828 veröffentlicht. Joseph Friedrich Nicolaus Bornmüller stellte die Art 1906 in die Gattung Monanthes.
Synonyme sind Monanthes anagensis var. laxiflora hort. (ohne Jahr, nom. inval. ICBN-Artikel 29.1), Petrophyes agriostaphis var. minor Burchard (in schedula, ohne Jahr, nom. inval. ICBN-Artikel 29.1), Petrophyes agriostaphis Webb & Berthel. (1841), Monanthes agriostaphis (Webb & Berthel.) Christ (1888), Sempervivum agriostaphis (Webb & Berthel.) Kuntze (1891), Petrophyes microbotrys Bolle & Webb (1859), Monanthes microbotrys (Bolle & Webb) Bolle (1892), Monanthes laxiflora var. microbotrys (Bolle & Webb) Burchard (1929, nom. inval. ICBN-Artikel 34.1), Monanthes chlorotica Bornm. (1906), Monanthes laxiflora f. chlorotica Bornm.) Praeger (1928), Monanthes laxiflora var. chlorotica (Bornm.) G.Kunkel (1980), Monanthes laxiflora var. eglandulosa Bornm.(1906), Monanthes laxiflora var. genuina Bornm. (1906, nom. inval. ICBN-Artikel 24.3), Monanthes laxiflora f. minor Praeger (1929) und Monanthes laxiflora f. foliis aureis Praeger (1929, nom. inval. ICBN-Artikel 23.1, 24.2).

## Nachweise